# Леополд фон Визе
Леополд фон Визе (1876-1969) је био немачки социолог и економиста, као и професор и председавајући у Немачкој Социолошкој Асоцијацији.

## Биографија
Леополд фон Визе је био једини син од прерано преминулог пруског официра и завршио је кадетску школу у месту Добре Поле и Лихтерфелду. Након напуштања кадетског корпуса, студирао је економију на Фридрих Вилхелм униврзитету у Берлину, где је добио докторску титулу 1902. године.
Након тога, био је научни секретар "Института за опште добро" у Франкфурту. Током 1905. био је ванредни професор економије на Универзитету у Берлину. 1906. постао је професор политичких наука на Краљевској Академији у Позену. 1908. године се придружио као професор економије и посливне економије на Техничком универзутету у Хановеру. 1912. године постао је директор студија на академији за локалну самоуправу у Диселдорфу. 1915. године постаје професор Факултета у Келну .
Након Првог светског рата, 1919. године постаје директор на Институту за друштвене науке у Келну и професор економије и политичких наука социологије на Универзитету у Келну. Он је на тај начин одржао прву столицу социологије у Немачкој.
Све до 1933. године, био је секретар Немачког друштва ѕа социологију (ДГС). Након затварања Немачког друштва за социологију од стране Ханс Фрајера и Истраживачког института за друштвене науке од стране нациста 1934. године, отишао је на годину дана у Сједињене Америчке Државе. Након повратка, Визе је предавао економију у затвореном кругу слушалаца.
1946. године је постао председавајући оживљеног Немачког друштва за сооциологију, које је он реформисао 1955. године, као председавајући. Године 1954. постао је потпредседник Међународног удружења за социологију. 
Визе је отац књижевног научника Бено Фон Визе и глумице и списатељице Урсуле фон Визе.

## Оставштина
Визе је познат по његовим радовима на социјалним студијама. Он је покушавао да утврди присуство социологије као независне друштвене науке, одвојене од историје, психологије и филозофије. Леополд фон Визе је био фокусиран на друштвене односе међу људима као "друштвене процесе" и значај објеката као "социјалних конструкција". Заједно са Георг Симелом се сматра оснивачем формалне социологије. Његова доктрина {Beziehungslehre} изгубила је ефекат данас на универзитетима.
Међу његовим ученицима су били Карл Густав Шпехт, суоснивач геронтологије и медицинске социологије у Немачкој и професор социологије на факултету еномомских и друштвених наука Универитета Ерланген - Нирнберг.